# Чудо-женщина
Чудо-женщина (англ. Wonder Woman) — супергероиня комиксов издательства DC Comics. Впервые появилась в комиксе «All Star Comics» #8, вышедшем в декабре 1941 года. Чудо-женщина — принцесса амазонок (основана на греческой мифологии), у себя на родине известна как Диана (англ. Diana). Диана регулярно появлялась в комиксах, начиная с 1941 года, за исключением небольшого периода после Кризиса на Бесконечных Землях в 1986 году, стала одним из самых популярных персонажей Золотого века комиксов и была одной из пяти, истории о которых не прекратили выпускаться после Второй мировой войны. Одна из немногих популярных женщин в комиксах. Диана серьёзная, опытная героиня, но в душе добрая, дружелюбная и милосердная, готовая оказывать помощь другим, считается феминистской иконой и чрезвычайно привлекательной женщиной не только по меркам супергероев.

## История публикаций

### Создание
25 октября 1940 года в интервью для журнала Family Circle Уильям Марстон обсуждал незаполненный потенциал комиксов. Статья привлекла внимание Макса Гейнса, который нанял Марстона в качестве консультанта по вопросам образования для National Periodicals и All-American Publications, две компании, впоследствии объединившиеся в DC Comics. К тому времени Марстон решил сделать нового супергероя. Family Circle опубликовал статью двумя годами позже из выпуска журнала Бостонского университета, в которой была рассказана идея жены Марстона, Элизабет, создать супергероиню женского пола:
Уильям Молтон Марстон, психолог, уже очень известный изобретением полиграфа (предтечу магического лассо), придумал идею для нового супергероя, который одержит триумф не кулаками или огневой мощью, но любовью. «Хорошо», — сказала Элизабет — «Но сделай её женщиной».
Марстон представил идею Гейнсу, сооснователю All-American Publications. Получив зелёный свет, Марстон разработал комикс Wonder Woman с Элизабет, которую Марстон взял за модель свободной нетрадиционной женщины этой эры. Марстон также вдохновлялся Олив Бирн, жившей с парой в полигамных/полиаморных отношениях. Обе женщины служили примерами для персонажа и очень сильно повлияли на его создание. Чудо-женщина впервые появилась в All Star Comics № 8 (декабрь 1941 года), сценарий для которого писал Марстон, а иллюстрации рисовал Гарри Питер. Чудо-женщина была изначально названа «Суприма» в первом сценарии Марстона, но позже имя было изменено.
Марстон был создателем аппаратуры, измеряющей систолическое давление крови, что было важным для создания полиграфа (детектора лжи). Опыт Марстона с полиграфом убедил его, что женщины более честны и надёжны и могут работать более эффективно. «Чудо-женщина является психологической пропагандой для нового типа женщин, который должен, я считаю, править миром», — написал Марстон.
В выпуске The American Scholar 1943 года Марстон написал:
Даже девочки не хотят быть девочками, пока женскому архетипу не хватает силы, неприступности и мощи. Не желая быть девочками, они не хотят быть нежными, покорными и миролюбивыми, каковы обычные женщины. Женские сильные качества стали презираться за их слабость. Очевидное лекарство — создать женского персонажа с силой Супермена и очарованием хорошей и красивой женщины.
Изначально Чудо-женщина была чемпионкой Амазонок, которая выиграла право вернуть Стива Тревора — сотрудника разведки Соединённых Штатов, чей самолёт разбился на острове Амазонок — в «Мир Мужчин» и сражаться с преступностью и злом нацистов.
В течение этого периода Чудо-женщина присоединилась к Обществу справедливости Америки в качестве секретаря команды.

### Альтернативные версии
Flashpoint
За 14 лет до основных событий Flashpoint Диана встречает Артура. Молодые люди испытывают взаимную симпатию. Для закрепления союза Темискиры и Атлантиды они соглашаются вступить в брак. На свадьбе убивают королеву Ипполиту. Несмотря на то что все улики указывают на друга Артура — Гарта, королеву убила Артемида, состоящая в сговоре вместе с братом Артура — Ормом и тётей Дианы — Пентасилеей. Корабли Атлантиды окружают остров. Во время мирных переговоров происходит нападение на Темискиру. Диана взрывает остров, чтобы убить как можно больше атлантийцев. Новой Темискирой становится Великобритания.
Диана формирует отряд Фурий — личной охраны королевы. В него входят: Орлица, Лисица, Старфайр, Катана, Стрелица, Гепард, Чешир, Гиганта, Охотница, Леди Шива, Серебряный лебедь и Тара. Неожиданно на Диану нападает Мера — возлюбленная Артура. Диана убивает Меру, а её шлем забирает себе. Несмотря на то что Диана является королевой амазонок, она понятия не имеет о концентрационных лагерях: женщинам предлагают пройти обучение и вступить в ряды воительниц, а мужчин ждёт смерть. Амазонки проводят генетические эксперименты. В один из таких лагерей попадает Лоис Лейн. На помощь к ней отправляется Стив Тревор. Диана встречает Стива и с помощью лассо Истины узнаёт его намерения. Амазонки находят Лоис и агентов сопротивления, а Диана вступает в бой с Капитаном Британией. Девушка показывает королеве один из тюремных кораблей, где содержатся беженцы. Диана поражена. Она освобождает людей. На Темискире Диана раскрывает заговорщиков и отправляется в штаб Аквамена. Сначала Артур не хочет слушать Диану, но позже прислушивается к ней. Они практически заключают мир, но Орм активирует смертоносное оружие атлантийцев.

## Силы и способности

### Силы
- Сверхчеловеческая сила
Сила Дианы имеет магическую природу. Диана достаточно сильна, чтобы поднять по крайней мере мегатонну и даже «потянуть» треть Земли. Чем дольше она на Земле, тем сильнее.
- Полёт
Чудо-женщина способна летать без посторонней помощи, однако до сих пор неизвестно, использует ли она магию или телекинез. Диана способна летать на скоростях, превышающих 5 Махов и даже больше, если потребуется.
- Сверхчеловеческая скорость
Диана способна реагировать и двигаться на сверхчеловеческих скоростях.
- Сверхчеловеческая ловкость
Ловкость, баланс и координация движений Чудо-женщины выходят далеко за пределы, доступные атлетам олимпийского уровня.
- Сверхчеловеческая стойкость
Чудо-женщина может сражаться любое количество времени практически с любым противником, так как у неё молочная кислота не выделяется в мышцы.
- Ограниченная неуязвимость
Чудо-женщина может выдерживать физические удары почти любого существа, но уязвима для колющего оружия, пули и мечи могут оставить кровоточащие раны, но не пробить мышечную ткань.
- Усиленный исцеляющий фактор
Даровано Деметрой. Как Земля, Диана постоянно обновляет себя, что позволяет ей быстро восстанавливаться от травм средней тяжести с удивительной скоростью —от нескольких секунд до нескольких минут. Диана обладает невероятным иммунитетом к ядам, токсинам, а также к болезням. В редких случаях, когда Чудо-женщина была тяжело ранена или кому-то удавалось её сильно отравить, Диана показывала способность физически «сливаться» с Землёй и исцеляться.
- Эмпатия
«Зрение Афины», видимо, даёт Диане усиленное понимание. Например, Диана часто может обнаруживать эмоции других людей, и она полностью защищена от иллюзий Доктора Психо. Видимо, большинство форм телепатии на неё не действуют. Даже другие телепаты высокого уровня не могут ни прочитать её разум, ни атаковать его.
- Взаимопонимание с животными
Способность общаться со всеми видами животных (включая динозавров); одно присутствие Дианы может успокоить разъярённое животное. Также Диана способна напрямую приказывать диким животным, когда это необходимо.
- Усиленные чувства
Дарованы Артемидой. Чудо-женщина Диана очень серьёзная, достойная девушка-амазонка, но в душе очень милая, чувствительная, готовая оказать помощь другим, если не считать злодеев.
- Расширенное зрение
Чудо-женщина может видеть на гораздо большее расстояние, чем обычный человек.
- Усиленное обоняние
Она может ощущать запахи во много раз лучше, чем человек.
- Усиленный слух
Диана может слышать на расстоянии, недоступном человеку.

### Способности
- Владение боевыми навыками
Чудо-женщина — одна из лучших рукопашных бойцов в мире.
- Привлекательность
Физическая красота — все амазонки обладают красотой и привлекательностью.

## Снаряжение
- Лассо Истины
Это самое узнаваемое оружие Чудо-женщины. Его выковал сам Гефест. Лассо абсолютно неразрушимо. Оно может изменять свою длину в соответствии с нуждами владельца. Лассо Истины способно восстанавливать потерянные воспоминания, гипнотизировать людей и имплантировать им ментальные команды, которым они должны подчиняться; люди, связанные лассо, защищены от магических атак. Лассо вынуждает любого рассказать и понять абсолютную правду любого существа, кем бы оно ни являлось.
- Неразрушимые браслеты
Браслеты были созданы из остатков легендарного щита Зевса, Эгиды. Они были переплавлены Гефестом, который преподнёс их Диане. Её сверхчеловеческие рефлексы позволяют использовать браслеты для защиты от снарядов (таких как пули) и мощных энергетических залпов от таких существ, как Арес или Дарксайд. На близком расстоянии браслеты защищают Диану от лезвий и ударов. Когда браслеты перекрещены, они создают остатки Эгиды, формируя непроницаемый барьер, позволяющий Диане защищать себя и тех, кто находится позади неё, от атак по площади. Сняв эти браслеты, она теряет контроль над собой, становясь сильнее и агрессивнее, например во время битвы с богиней Артемидой, чтобы победить её.
- Тиара
Похожая на корону вещь, которая символизирует преданность Чудо-женщины свободе и патриотизму. В руках Чудо-женщины грозное оружие, способное разрезать почти любую материю, включая кожу Супермена. Используется как метательное оружие.

## Вне комиксов

### Кино

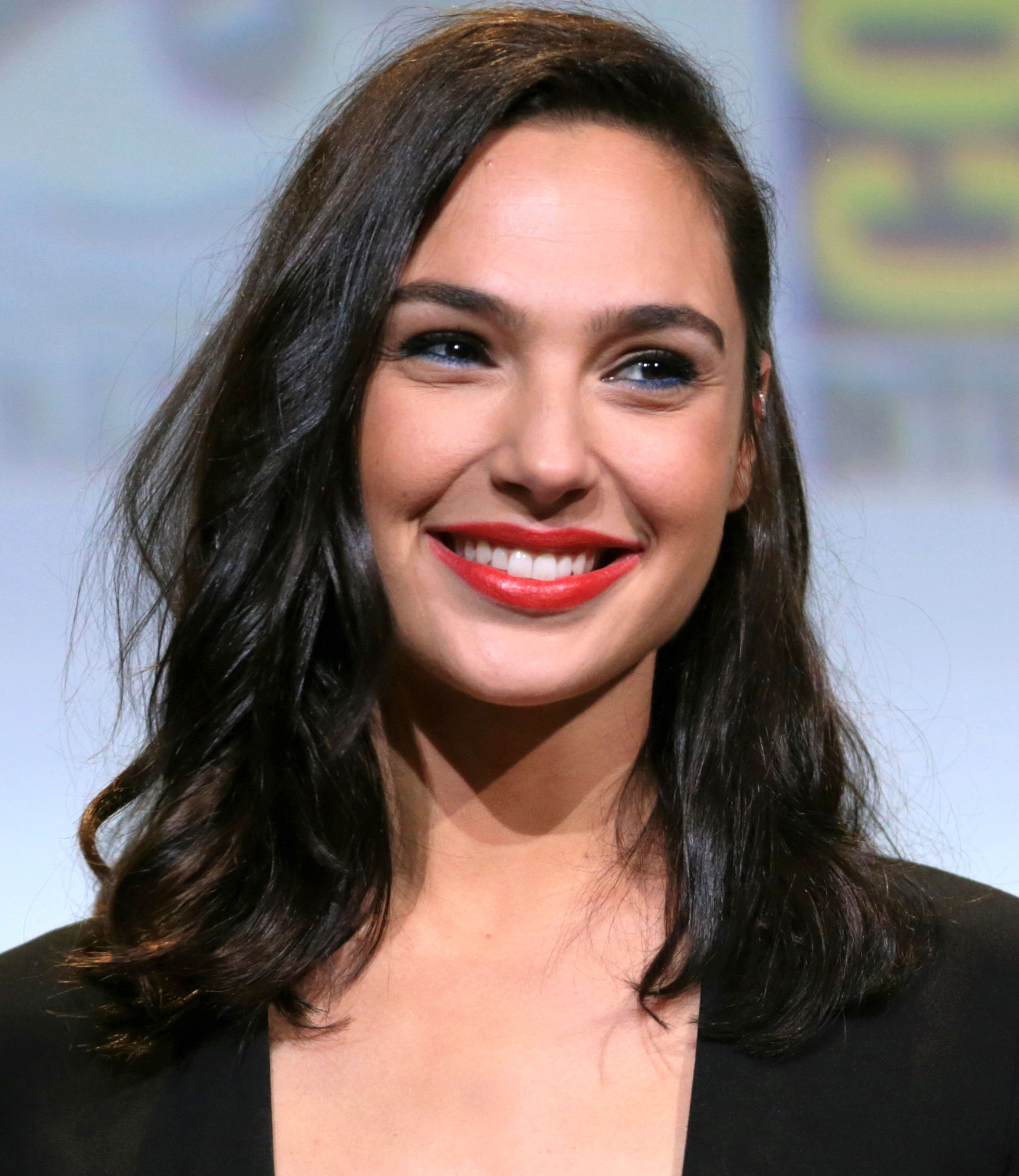
Галь Гадот исполнила роль Чудо-женщины в четырёх фильмах Расширенной вселенной DC.

##### Бэтмен против Супермена: На заре справедливости (2016)
В начале декабря 2013 года было официально объявлено, что израильская актриса Галь Гадот исполнит роль Дианы в фильме «Бэтмен против Супермена: На заре справедливости».

##### Чудо-женщина (2017)
Отдельный фильм о Чудо-женщине вышел 1 июня 2017 года, главную роль снова исполнила Галь Гадот. На место режиссёра фильма студия Warner Bros. предпочла найти женщину-режиссёра. Первоначально это место заняла Мишель Макларен. После её ухода из-за творческих разногласий место заняла Пэтти Дженкинс. Крис Пайн был утверждён на роль Стивена Тревора — возлюбленного Чудо-женщины.

##### Лига справедливости (2017)
Через несколько месяцев после событий «Бэтмен против Супермена: На заре справедливости» и вдохновлённые жертвой Супермена для человечества, Бэтмен и Чудо-женщина собирают команду людей со сверхспособностями, состоящую из Флэша, Аквамена и Киборга, чтобы противостоять катастрофической угрозе Степного Волка и его армии Парадемонов, которые охотятся за тремя Материнскими Ящиками на Земле (в Темискире, Атлантиде и самом Викторе Стоуне).

##### Чудо-женщина: 1984 (2020)
К июню 2017 года Джефф Джонс и Пэтти Дженкинс начали работу над обработкой сюжета для сиквела «Чудо-женщины». К июлю Джонс объявил, что работает над сценарием для фильма. В том же месяце на Comic-Con в Сан-Диего было официально объявлено о сиквеле. К августу Дженкинс завершила переговоры о возвращении в качестве режиссёра, официально подписав контракт месяц спустя, с подтверждением того, что Гадот вернётся в качестве главного персонажа. К сентябрю Дженкинс пригласила Дэвида Каллахэма для написания сценария вместе с ней и Джонсом. Действие фильма происходит во времена холодной войны. Пэтти Дженкинс сообщила в онлайн, что фильм будет ещё одной великой любовной историей с новым любовным интересом будучи в составе. По словам режиссёра Пэтти Дженкинс, подготовка к съёмкам началась в начале декабря 2017 года, а съёмки запланированы на июнь 2018 года под рабочим названием «Волшебный час». Производство будет возвращено в Warner Bros. Studios, Leavesden в Великобритании. К февралю 2018 года Кристен Уиг начала предварительные переговоры о роли главного антагониста фильма, Барбары Энн Минервы / Гепарды. Фильм «Чудо-женщина 1984» был выпущен 25 декабря 2020 года, после того как его выпуск дважды откладывался по сравнению с первоначальной датой 5 июня 2020 года из-за пандемии COVID-19, и его премьера одновременно состоялась на HBO Max и кинотеатрах.

#### Лига справедливости Зака Снайдера (2021)
Вызывающая разногласия реакция на окончательную версию «Лиги справедливости», когда Зак Снайдер оставил режиссёрские обязанности, а окончательная версия фильма перешла в руки Джосса Уидона, привела к спору, в котором сравнивали ситуацию с фильмом «Супермен 2». И в «Лиге справедливости», и в «Супермене 2» есть режиссёр, которого заменили по разным причинам до завершения фильма, что привело к приходу второго режиссёра и внесению существенных изменений в тон каждого фильма. Хотя причины ухода каждого режиссёра различаются, Ричард Доннер смог завершить свою версию «Супермена 2» в 2005 году. Полагая, что Снайдер отснял достаточно материала для законченного фильма, была начата кампания «Снайдер Кат», чтобы Снайдер получил такое же отношение, как и Доннер. Высказываются аргументы в пользу того, что видение Снайдера будет более связанным с предыдущими фильмами, чем фактическая театральная версия, которую Снайдер отказался видеть. Warner Bros. изначально хранила молчание относительно любых намерений сделать «Снайдер Кат». В марте 2019 года Снайдер подтвердил, что его оригинальная версия действительно существует, и заявил, что выпускать её должны Warner Bros. Несмотря на это, в ноябре Variety сообщил, что Warner Bros. вряд ли выпустит версию «Лиги справедливости» Снайдера в кинотеатрах или на HBO Max, назвав это «несбыточной мечтой». Однако в декабре Снайдер разместил в своём аккаунте Vero фотографию, на которой были изображены коробки с лентами с надписью «Z.S. J.L Director’s cut» и надписью «Это реально? Существует ли? Конечно, существует». 20 мая 2020 года Снайдер официально объявил, что HBO Max выпустит свою версию «Лиги справедливости» на своём сервисе в 2021 году. Версия будет стоить 20-30 + миллионов долларов, чтобы закончить спецэффекты, музыку и монтаж, и будет мини-сериалом из четырёх частей оригинального видения фильма Снайдером, каждая часть будет длиться час. Снайдер заявил, что эта версия будет неканонической для непрерывности Расширенной вселенной DC, но она будет существовать вместе с фильмами, которые он создал. Также стало известно, что некоторые актёры вернутся, чтобы помочь завершить фильм включая Галь Гадот, которая повторит роль Чудо-женщины в нём.

### Мультсериалы
- The Brady Kids[англ.] (1972)
- Super Friends[англ.] (1973)
- Супермен (1988)
- Лига справедливости (2001—2004)

Чудо-женщина, какой она представлена в мультсериале «Лига справедливости»

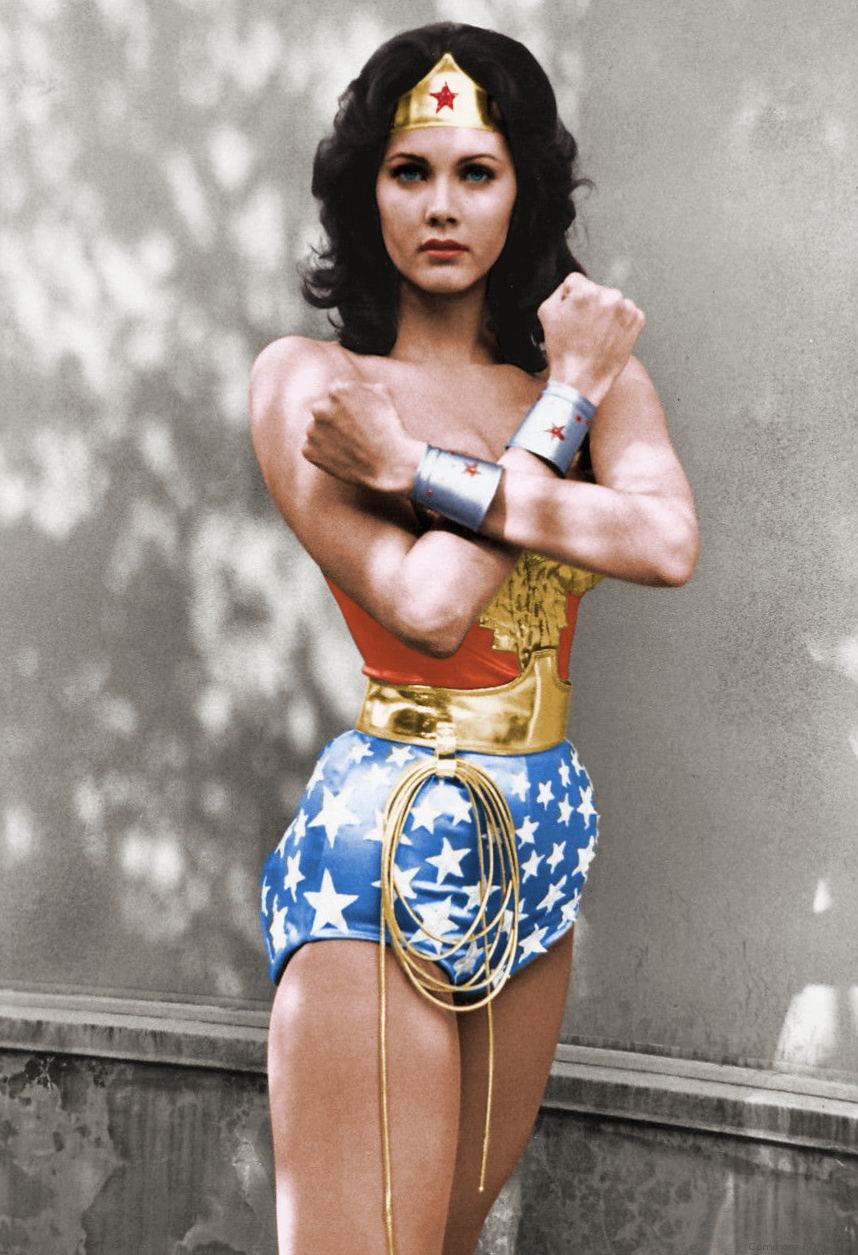
Линда Картер исполнила роль в телесериале «Чудо-женщина» (1975—1979).

- Лига справедливости без границ (2004—2006)
- Юная Лига справедливости (2010)
- Бэтмен: Отважный и смелый (2011)
- Justice League: Gods and Monsters Chronicles[англ.] (2015)
- DC Super Hero Girls (2015)
- Justice League Action[англ.] (2016)
- Харли Квинн (2019)

### Полнометражные мультфильмы
- Лига справедливости: Новый барьер (2008)
- Чудо-женщина (2009)
- Лига справедливости: Кризис двух миров (2010)
- Супермен/Бэтмен: Апокалипсис (2010)
- Лига справедливости: Гибель (2012)
- Лига справедливости: Парадокс источника конфликта (2013)
- Лига справедливости: Война (2014)
- Лига справедливости: В ловушке времени (2014)
- Лига справедливости: Трон Атлантиды (2015)
- Лига справедливости: Боги и монстры (2015)
- Лига справедливости против Юных Титанов (2016)
- Тёмная Вселенная (2017)
- Смерть Супермена (2018)
- Господство Суперменов (2019)
- Лига справедливости против Смертоносной пятёрки (2019)
- Чудо-женщина: Родословная (2019)
- Супермен. Красный сын (мультфильм) (2020)
- Justice League Dark: Apokolips War[англ.] (2020)
- Общество справедливости: Вторая мировая война (2021)
- Несправедливость (2021)
- DC Лига Суперпитомцы (2022)

### Видеоигры
- Чудо-женщина появилась в игре Mortal Kombat vs. DC Universe, где нашла во вселенной три могущественных артефакта: меч Ашры, щит богов и золотой амулет Куан Чи. С этими тремя артефактами армия амазонок может быстро защитить Землю от вторжения;
- Появлялась в онлайн игре DC Universe Online как одна из наставников героя. Играбельный персонаж в PvP-режиме Legends;
- В игре LEGO Batman 2: DC Super Heroes является играбельным персонажем;
- Играбельный персонаж в Justice League: Earth's Final Defense;
- Играбельный персонаж в Injustice: Gods Among Us и Injustice 2; В первой игре после победы над Кал-Элом она со своими жителями с Темискиры становятся новыми Олимпийскими Богами из-за того что они истребили всех смертных, и при этом свергнув самих Олимпийцев. Во второй игре после победы над Брэйниаком Чудо-женщина берёт его голову, завоёвывая общественное расположение, необходимое для восстановления власти.
- Играбельный персонаж в ныне закрытой MOBA-игре Infinite Crisis;
- Играбельный персонаж в Lego Dimensions;
- Играбельный персонаж в DC Legends;
- Играбельный персонаж в Justice League Action Run;
- Является главной героиней в браузерной игре Wonder Woman: Rise of the Warrior[45].
- Также она появилась в качестве играбельного персонажа в игре-кроссовере MultiVersus.

### Телесериал
Студия DC выразила своё искреннее желание в скором времени снять телесериал о Чудо-женщине, который будет частью потенциального проекта студии — «Лига справедливости». Также в сети можно найти пилотную серию сериала 2011 года, который закрылся сразу после первого эпизода, так и не увидев свет на ТВ, и старый сериал 1970-х годов.

## Критика и отзывы
- Чудо-женщина заняла 20 место в списке «50 величайших персонажей комиксов» по версии журнала Empire[46].
- В мае 2011 года — 5 место в списке 100 лучших героев комиксов по версии IGN[47].

## Коллекционные издания
| Заголовок                                          | Собранный материал                                                                     | ISBN                   |
| -------------------------------------------------- | -------------------------------------------------------------------------------------- | ---------------------- |
| Wonder Woman Chronicles, Vol. 1                    | All Star Comics #8, Sensation Comics #1-9, Wonder Woman #1                             | ISBN 978-1-4012-2644-2 |
| Wonder Woman Chronicles, Vol. 2                    | Sensation Comics #10-14, Wonder Woman #2-3, Comics Cavalcade #1                        | ISBN 978-1-4012-3240-5 |
| Wonder Woman Archive Edition, Vol. 1               | All Star Comics #8, Sensation Comics #1-12, Wonder Woman #1                            | ISBN 978-1-56389-402-2 |
| Wonder Woman Archive Edition, Vol. 2               | Sensation Comics #13-17, Wonder Woman #2-4                                             | ISBN 978-1-56389-594-4 |
| Wonder Woman Archive Edition, Vol. 3               | Sensation Comics #18-24, Wonder Woman #5-7                                             | ISBN 978-1-56389-814-3 |
| Wonder Woman Archive Edition, Vol. 4               | Sensation Comics #25-32, Wonder Woman #8-9                                             | ISBN 978-1-4012-0145-6 |
| Wonder Woman Archive Edition, Vol. 5               | Sensation Comics #33-40, Wonder Woman #10-12                                           | ISBN 978-1-4012-1270-4 |
| Wonder Woman Archive Edition, Vol. 6               | Sensation Comics #41-48, Wonder Woman #13-15                                           | ISBN 978-1-4012-2734-0 |
| Wonder Woman: The Amazon Princess Archives, Vol. 1 | Wonder Woman #98-110                                                                   | ISBN 978-1-4012-3865-0 |
| Showcase Presents Wonder Woman, Vol. 1             | Wonder Woman #98-117                                                                   | ISBN 978-1-4012-1373-2 |
| Showcase Presents Wonder Woman, Vol. 2             | Wonder Woman #118-137                                                                  | ISBN 978-1-4012-1948-2 |
| Showcase Presents Wonder Woman, Vol. 3             | Wonder Woman #138-156                                                                  | ISBN 978-1-4012-2524-7 |
| Showcase Presents Wonder Woman, Vol. 4             | Wonder Woman #157-177                                                                  | ISBN 1-4012-3289-2     |
| Diana Prince: Wonder Woman, Vol. 1                 | Wonder Woman #178-184                                                                  | ISBN 978-1-4012-1660-3 |
| Diana Prince: Wonder Woman, Vol. 2                 | Wonder Woman #185-189, Superman’s Girlfriend Lois Lane #93, The Brave and the Bold #87 | ISBN 978-1-4012-1825-6 |
| Diana Prince: Wonder Woman, Vol. 3                 | Wonder Woman #190-198, World’s Finest #204                                             | ISBN 978-1-4012-1947-5 |
| Diana Prince: Wonder Woman, Vol. 4                 | Wonder Woman #199-204, The Brave and the Bold #105                                     | ISBN 978-1-4012-2150-8 |
| Wonder Woman: The Twelve Labors                    | Wonder Woman #212-222                                                                  | ISBN 978-1-4012-3494-2 |
| Wonder Woman, Vol. 1: Gods and Mortals             | Wonder Woman vol. 2, #1-7                                                              | ISBN 978-1-4012-0197-5 |
| Wonder Woman, Vol. 2: Challenge of the Gods        | Wonder Woman vol. 2, #7-14                                                             | ISBN 978-1-4012-0324-5 |
| Wonder Woman, Vol. 3: Beauty and the Beasts        | Wonder Woman vol. 2, #15-19, Action Comics #600                                        | ISBN 978-1-4012-0484-6 |
| Wonder Woman, Vol. 4: Destiny Calling              | Wonder Woman vol. 2, #20-24, Annual #1                                                 | ISBN 978-1-4012-0943-8 |
| Wonder Woman: The Contest                          | Wonder Woman vol. 2, #0, #90-93                                                        | ISBN 978-1-56389-194-6 |
| Wonder Woman: The Challenge of Artemis             | Wonder Woman vol. 2, #94-100                                                           | ISBN 978-1-56389-264-6 |
| Wonder Woman: Second Genesis                       | Wonder Woman vol. 2, #101-105                                                          | ISBN 978-1-4352-1809-3 |
| Wonder Woman: Lifelines                            | Wonder Woman vol. 2, #106-112                                                          | ISBN 978-1-56389-403-9 |
| Wonder Woman: Paradise Lost                        | Wonder Woman vol. 2, #164-170, Secret Files #2                                         | ISBN 978-1-56389-792-4 |
| Wonder Woman: Paradise Found                       | Wonder Woman vol. 2, #171-177, Secret Files #3                                         | ISBN 978-1-56389-956-0 |
| Wonder Woman: Down to Earth                        | Wonder Woman vol. 2, #195-200                                                          | ISBN 978-1-4012-0226-2 |
| Wonder Woman: Bitter Rivals                        | Wonder Woman vol. 2, #201-205                                                          | ISBN 978-1-4012-0462-4 |
| Wonder Woman: Eyes of Gorgon                       | Wonder Woman vol. 2, #206-213                                                          | ISBN 978-1-4012-0797-7 |
| Wonder Woman: Land of the Dead                     | Wonder Woman vol. 2, #214-217, The Flash #219                                          | ISBN 978-1-4012-0938-4 |
| Wonder Woman: Mission’s End                        | Wonder Woman vol. 2, #218-226                                                          | ISBN 978-1-4012-1093-9 |
| Wonder Woman: Who is Wonder Woman?                 | Wonder Woman vol. 3, #1-4, Annual #1                                                   | ISBN 978-1-4012-1234-6 |
| Wonder Woman: Love and Murder                      | Wonder Woman vol. 3, #6-10                                                             | ISBN 978-1-4012-1708-2 |
| Wonder Woman: Amazons Attack!                      | Wonder Woman vol. 3, #11-13                                                            | ISBN 978-1-4012-1543-9 |
| Wonder Woman: The Circle                           | Wonder Woman vol. 3, #14-19                                                            | ISBN 978-1-4012-1932-1 |
| Wonder Woman: Ends of the Earth                    | Wonder Woman vol. 3, #20-25                                                            | ISBN 978-1-4012-2136-2 |
| Wonder Woman: Rise of the Olympian                 | Wonder Woman vol. 3, #26-33                                                            | ISBN 978-1-4012-2513-1 |
| Wonder Woman: Warkiller                            | Wonder Woman vol. 3, #34-39                                                            | ISBN 978-1-4012-2779-1 |
| Wonder Woman: Contagion                            | Wonder Woman vol. 3, #40-44                                                            | ISBN 978-1-4012-2920-7 |
| Wonder Woman: Odyssey, Vol. 1                      | Wonder Woman vol. 3, #600-606                                                          | ISBN 978-1-4012-3077-7 |
| Wonder Woman: Odyssey, Vol. 2                      | Wonder Woman vol. 3, #607-614                                                          | ISBN 978-1-4012-3431-7 |
| Wonder Woman Vol. 1: Blood                         | Wonder Woman vol. 4, #1-6                                                              | ISBN 978-1-4012-3563-5 |
| Wonder Woman Vol. 2: Guts                          | Wonder Woman vol. 4, #7-12                                                             | ISBN 978-1-4012-3809-4 |
| Разное                                             |                                                                                        |                        |
| Wonder Woman 80-Page Giant No. 1 (2002)            | Wonder Woman vol. 1, #28; #105; #108; #144 (80-Page Giant retro style Annual)          | SC: ISBN 1-56389-818-7 |